# Jackson Martínez
Jackson Arley Martínez Valencia (Quibdó, 3 de outubro de 1986) é um ex-futebolista colombiano que atuava como centroavante.

## Carreira

### Independiente Medellín
Em 2009, ele tornou-se o melhor marcador de todos os tempos de liderança em uma temporada, com 18 gols no Campeonato Colombiano. Ele também levou o Independiente Medellín ao quinto título.

### Chiapas
Dois anos depois, atuando pelo Chiapas, do México, Martínez terminou o primeiro turno da Liga MX (Campeonato Mexicano) de 2011 com um total de nove gols marcados, colocando-o em quarto na tabela dos melhores marcadores. O centroavante viveu um grande momento no futebol mexicano, sendo escolhido como capitão dos Jaguares no início da temporada de 2012. No total, Martínez marcou um total de 30 gols nessa temporada.

### Porto

#### 2012–13
O colombiano chegou ao Porto por um valor de 8 milhões de euros, tendo-se transferido do Jaguares para o clube nortenho. Martínez tinha outras propostas de outros clubes europeus, nomeadamente o Liverpool, mas Jackson preferiu o clube português. Logo no seu primeiro jogo oficial, na Supertaça Cândido de Oliveira, marcou o gol decisivo aos 90 minutos, que levou o Porto ao título da quarta Supertaça Cândido de Oliveira consecutiva. Foi também o seu primeiro gol no Porto, visto que na pré-temporada não marcou nenhum.
Estreou-se a marcar na Primeira Liga a 25 de agosto de 2012, no seu segundo jogo no campeonato, contra o Vitória de Guimarães, tendo marcado o quarto e último gol do jogo, de pênalti à panenka, numa goleada por 4–0 no Estádio do Dragão. No seu primeiro jogo da liga, não tinha marcado nenhum no empate sem gols contra o Gil Vicente, em Barcelos. Martínez voltou a balançar as redes no dia 1 de setembro, contra o Olhanense, na vitória fora de casa por 3–2.
Na Europa, marcou o seu primeiro gol contra o Dínamo de Kiev, a 24 de outubro, no Estádio do Dragão, tendo marcado também o gol decisivo aos 78 minutos que deu a terceira vitória do clube na Liga dos Campeões da UEFA, por 3–2. Foi também o seu primeiro bis. Desde o jogo anterior com o Sporting, só parou de marcar no jogo de ida contra o Dínamo de Kiev, quando já tinha marcado seis gols em quatro jogos.
Em 2 de fevereiro de 2013, Jackson fez um hat-trick pela primeira vez, contra o Vitória de Guimarães fora, num jogo que acabou com a vitória do Porto por 4–0. Marcou os últimos três gols da partida no seu terceiro jogo consecutivo a marcar.[carece de fontes?] Jackson tinha marcado um gol ao Gil Vicente no jogo anterior, e dois gols contra o Vitória de Setúbal, jogo esse que marcou pela segunda vez de pênalti.
No final da temporada, registou um total de 31 gols em 43 jogos, e ganhou dois títulos: a já mencionada Supertaça Cândido de Oliveira e a Primeira Liga.

#### 2013–14
No início da segunda temporada no Dragão, Jackson conquistou mais uma vez a Supertaça Cândido de Oliveira, tendo derrotado o Vitória de Guimarães por 3–0, com gols do próprio Jackson e de Licá e Lucho González.
Registou o seu nome na lista dos marcadores pela primeira vez no campeonato logo na estreia da Primeira Liga, quando a equipa venceu fora o Vitória de Setúbal por 3–1, e desde aí não parou de marcar até ao jogo contra o Vitória de Guimarães, no qual venceu apenas por 1–0 em casa, com o gol da autoria de Josué.
Marcou o primeiro gol na Europa esta temporada na segunda rodada da fase de grupos da Liga dos Campeões da UEFA, contra o Atlético de Madrid, em casa. Contudo, o resultado acabou por ser negativo, visto que a equipa perdeu 2–1.

### Atlético de Madrid
Em 15 de julho de 2015, foi contratado pelo Atlético de Madrid por aproximadamente 35 milhões de euros.
Martínez não se adaptou ao futebol espanhol, entrando numa má fase de oito partidas sem fazer gols, o maior jejum da sua carreira. Chegou a ter especulado um empréstimo ao Arsenal ou ao Chelsea, mas o treinador Diego Simeone afirmou que contava com o atacante.
Após apenas seis meses no clube, deixou o Atlético em fevereiro de 2016.

### Guangzhou Evergrande
Acertou com o Guangzhou Evergrande, da China, no dia 2 de fevereiro de 2016. O centroavante custou 42 milhões de euros (R$ 183 milhões), o maior gasto do futebol chinês para contratar um jogador até então. Pelo Guangzhou, Martínez iniciou sua passagem conquistando a Supercopa da China no dia 27 de fevereiro, após a equipe vencer o Jiangsu Suning por 2–0. Ainda em 2016, sagrou-se campeão da Superliga Chinesa.
No entanto, o atacante sofreu com diversas lesões e não correspondeu o investimento feito; no total, disputou 16 jogos e marcou apenas quatro gols pelo clube. Assim, teve seu contrato rescindido no dia 1 de março de 2018.

### Portimonense
Foi contratado pelo Portimonense no dia 31 de agosto de 2018.

### Aposentadoria
Sem conseguir se livrar das seguidas lesões que o perseguiam desde 2016, Martínez anunciou sua aposentadoria no dia 7 de dezembro de 2020, aos 34 anos.

## Seleção Nacional
Estreou pela Seleção Colombiana principal no dia 5 de setembro de 2009, contra o Equador, em partida válida pelas Eliminatórias da Copa do Mundo FIFA de 2010, quando também marcou seu primeiro gol. Martínez representou os Cafeteros na Copa América de 2011, na Copa do Mundo FIFA de 2014 e na Copa América de 2015.
| #  | Data                   | Local                                                          | Adversário | Placar | Resultado | Competição                                  |
| -- | ---------------------- | -------------------------------------------------------------- | ---------- | ------ | --------- | ------------------------------------------- |
| 1. | 5 de setembro de 2009  | Estádio Atanasio Girardot, Medellín, Colômbia                  | Equador    | 1–0    | 2–0       | Eliminatórias da Copa do Mundo FIFA de 2010 |
| 2. | 9 de setembro de 2009  | Estádio Centenario, Montevidéu, Uruguai                        | Uruguai    | 1–1    | 1–3       | Eliminatórias da Copa do Mundo FIFA de 2010 |
| 3. | 10 de outubro de 2009  | Estádio Atanasio Girardot, Medellín, Colômbia                  | Chile      | 1–0    | 2–4       | Eliminatórias da Copa do Mundo FIFA de 2010 |
| 4. | 6 de setembro de 2011  | Lockhart Stadium, Fort Lauderdale, Estados Unidos              | Jamaica    | 1–0    | 2–0       | Amistoso                                    |
| 5. | 16 de outubro de 2012  | Estádio Metropolitano Roberto Meléndez, Barranquilla, Colômbia | Camarões   | 1–0    | 3–0       | Amistoso                                    |
| 6. | 6 de fevereiro de 2013 | Sun Life Stadium, Miami Gardens, Estados Unidos                | Guatemala  | 1–0    | 4–1       | Amistoso                                    |
| 7. | 6 de fevereiro de 2013 | Sun Life Stadium, Miami Gardens, Estados Unidos                | Guatemala  | 2–0    | 4–1       | Amistoso                                    |
| 8. | 24 de junho de 2014    | Arena Pantanal, Cuiabá, Brasil                                 | Japão      | 2–1    | 4–1       | Copa do Mundo FIFA de 2014                  |
| 9. | 24 de junho de 2014    | Arena Pantanal, Cuiabá, Brasil                                 | Japão      | 3–1    | 4–1       | Copa do Mundo FIFA de 2014                  |

## Títulos
Indepediente Medellín
- Categoría Primera A: 2009

Chiapas
- Copa Mesoamericana: 2011

Porto
- Supertaça Cândido de Oliveira: 2012 e 2013
- Primeira Liga: 2012–13

Guangzhou Evergrande
- Supercopa da China: 2016
- Superliga Chinesa: 2016

### Prêmios individuais
- Bola de Prata (melhor marcador da Primeira Liga): 2012–13, 2013–14 e 2014–15